# Romain Fehlen
Romain Fehlen (geboren am 19. Februar 1956 in Luxemburg) ist ein luxemburgischer Radiomoderator, Journalist, Redakteur und Autor.

## Leben
Fehlen wuchs in Esch an der Alzette (Luxemburg) auf und ging dort auch zur Schule.
Nach einem Praktikum 1977 im deutschen Programm von Radio Luxemburg studierte er bis 1981 Sprecherziehung und die Nebenfächer Phonetik, Rhetorik und Gesang an der Staatlichen Hochschule für Musik und darstellende Kunst (HMDK) in Stuttgart.
Ab 1980 arbeitete er als Redakteur, ein Jahr später zudem als Radiomoderator in verschiedenen Radioprogrammen (hr3, SR 1 Europawelle, SDR 3, SDR 1, Bayern 3) und ab 1998 bei SWR4, wo er am 27. Juni 2021 seine letzte Sendung moderierte.
In über 40 Jahren machte er mit Schauspielern, Sängern, Musikern und Buchautoren Interviews, darunter Gilbert Bécaud, Mikis Theodorakis, Juliette Gréco, Patricia Kaas, Reinhard Mey, Herbert Grönemeyer, Heinz Rudolf Kunze, Helene Fischer, Sebastian Fitzek, Ephraim Kishon oder Johannes Mario Simmel.
Außerdem nahm er rund 200 Hörbücher für die Süddeutsche Blindenhörbücherei in Stuttgart auf.
Romain Fehlen ist Vater von zwei Kindern und lebt im Großraum Stuttgart.